# Риу-Брильянти
Риу-Брильянти (порт. Rio Brilhante) — муниципалитет в Бразилии, входит в штат Мату-Гросу-ду-Сул. Составная часть мезорегиона Юго-запад штата Мату-Гроссу-ду-Сул. Входит в экономико-статистический микрорегион Дорадус. Население составляет 26 560 человек на 2007 год. Занимает площадь 3987,529 км². Плотность населения — 6,66 чел./км².
Праздник города — 26 сентября.

## История
Город основан в 1929 году.

## Статистика
- Валовой внутренний продукт на 2005 год составляет 318 792 000,00 реалов (данные: Бразильский институт географии и статистики).
- Валовой внутренний продукт на душу населения на 2005 год составляет 11 888,00 реалов (данные: Бразильский институт географии и статистики).
- Индекс развития человеческого потенциала на 2000 год составляет 0,747 (данные: Программа развития ООН).